# هانک‌پاپا

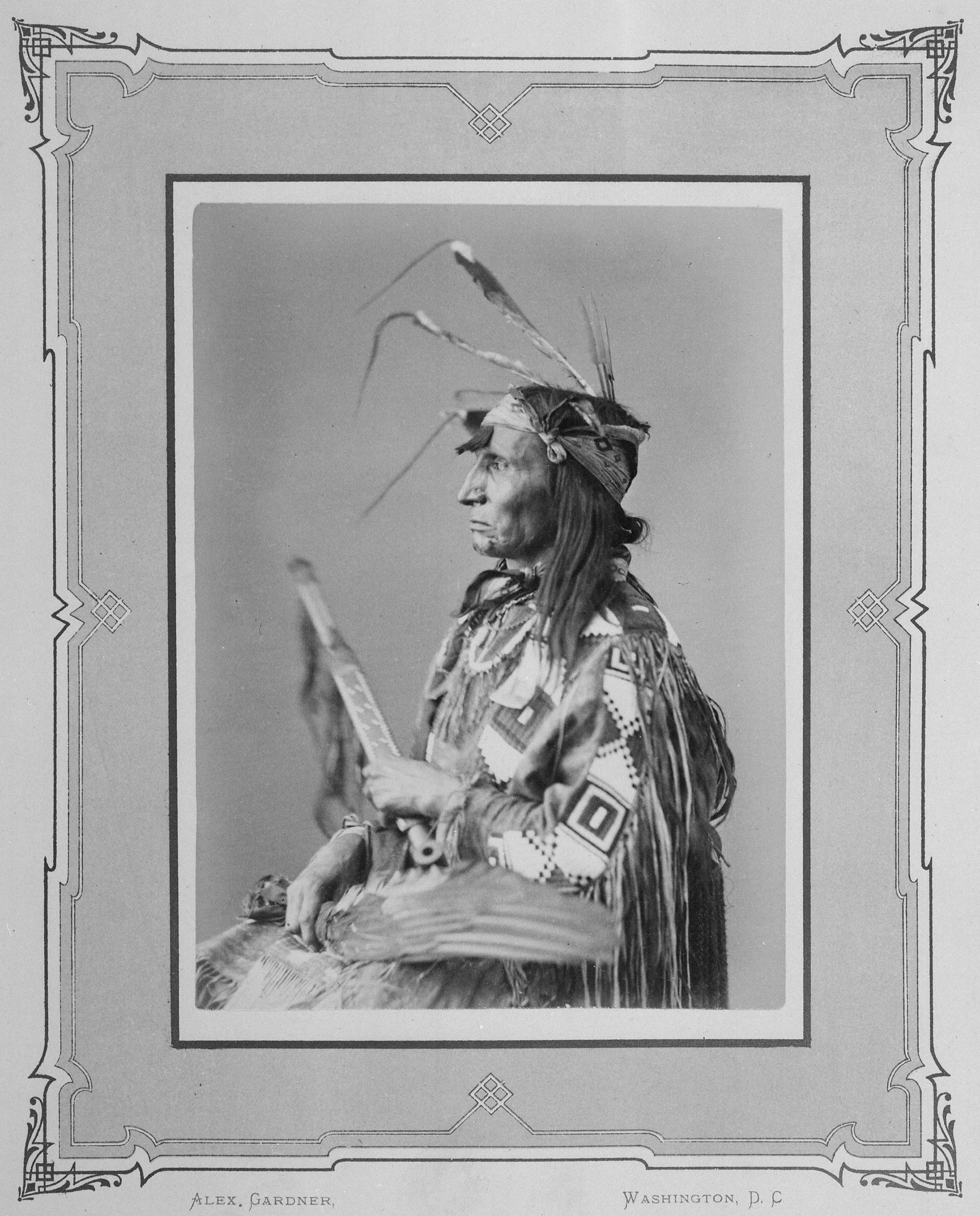
Walking Shooter (Wah-Koo-Ta-Mon-Ih), 1872 Tribal Delegations to the Federal Government

هانک‌پاپا (لاکوتا: Húŋkpapȟa) گروهی از سرخ‌پوستان ایالات متحده آمریکا، یکی از هفت آتش شورای قبیلهٔ لاکوتا هستند. نام Húŋkpapȟa یک واژهٔ لاکوتا به معنی «رئیس قبلیه» است.